# Maia (nodriza)
| gs · a | i | A |

| gs · a | i | A |

Maia fue la nodriza del antiguo faraón egipcio Tutankamón en el siglo XIV a. C. Su tumba excavada en la roca fue descubierta en la necrópolis de Saqqara en 1996.

## Biografía
Maia lleva los títulos de "nodriza del rey", "educadora del cuerpo del dios" y "grande del harén". Se desconoce su origen y familiares. Además de a Tutankamon, se nombran en las inscripciones al supervisor del estado Rahotep, el sumo sacerdote de Thoth y dos escribas llamados Tetinefer y Ahmose. Debido al gran parecido de Maia con la hermana de Tutankamon, Meritatón, se sugirió que ambas son la misma.

## La tumba
La tumba de Maia fue descubierta en 1996 por el arqueólogo francés Alain Zivie y su equipo en las cercanías del complejo denominado en griego Bubasteion dedicado a la deidad Bastet en Saqqara. El exterior de la tumba está construido en piedra caliza con cuatro pilares que forman un cuadrado. Las paredes laterales de la entrada están decoradas con inscripciones llenas de color y bien conservadas. Un relieve en la primera cámara de la tumba muestra a Maia sentada en una silla con Tutankamón en su regazo y rodeada de seis personas que honran al joven rey. En la pared opuesta hay una escena muy dañada que muestra a Maia frente al rey. Solo se conservan tres bloques de piedra caliza de estas escenas.
Una puerta conduce a una segunda cámara más larga que se encuentra llena de escombros y gatos momificados parcialmente quemados. Esta segunda sala está dedicada a los ritos funerarios asociados con Maia. Maia se muestra frente a los portadores de ofrendas. Se la representa como una momia en relación con el ritual de apertura de la boca y está de pie ante el dios del inframundo, Osiris.
Otra puerta se abre a una tercera cámara, una sala con pilares, también encontrada llena de escombros. Los pilares están decorados con la imagen de Maia. La parte posterior de la habitación muestra una estela tallada en la roca con Maia frente a Osiris.
Desde esta sala, un pozo conduce a un nivel inferior de la tumba. La capilla de la tumba contenía un sarcófago de piedra caliza con una momia de gato en su interior.
Los trabajos de mampostería realizados en períodos posteriores cubrieron parte de las pinturas murales de la tercera cámara incluyendo varios pilares en las paredes de la misma. Una vez descubiertos, estos pilares revelaron pinturas de Maia. Una estela tallada en la roca en el fondo de esta sala tiene relieves e inscripciones.
En 2001, el equipo comenzó a explorar el primer nivel inferior de la tumba, que contenía también grandes cantidades de momias de gatos junto a momias humanas, objetos votivos, estatuas y sarcófagos. Este nivel también se había reutilizado en períodos posteriores de la historia de la tumba. En este nivel, se encontró el esqueleto de un león en otoño de 2001. No tenía vendas, pero mostraba signos de momificación similares a las otras momias de gatos encontradas en la tumba. Probablemente había vivido y muerto en el período ptolemaico, cuando la tumba sirvió de capilla de Bastet.
El segundo nivel inferior se exploró en otoño de 2002. Es más pequeño que los niveles anteriores y al contrario que estos no fue reutilizado posteriormente.
En diciembre de 2015, la tumba se abrió al público.